# Календар знаменних та пам’ятних дат з історії Криму і кримськотатарського народу
«Календар знаменних та пам'ятних дат з історії Криму і кримськотатарського народу» — двомовне видання, яке зібрало ключові події, постаті та свята, що формували історію та культуру кримських татар від середньовіччя до сьогодення. Надруковано у 2025 році у видавництві «Типографія „Від А до Я“» (Київ).
Книга містить 700 описів подій, родовід Кримських  ханів, словник термінів, авторський дизайн на основі кримськотатарських орнаментів.

## Загальна інформація
Проєкт реалізовано благодійною організацією «Кримськотатарський Культурно-Спортивний Центр „Куреш“» за підтримки Європейського фонду за демократію (EED) та інформаційного партнерства «Радіо Куреш». Керівник проєкту — директор з розвитку Центру «Куреш» Ібрагім Сулейманов.
Тексти подано кримськотатарською мовою поряд з українським перекладом.
Наклад видання — 700 примірників. Календар буде розповсюджений серед цільової аудиторії — бібліотек, університетів, органів влади.
Електронна версія видання розміщена на сайті «Радіо Куреш».

## Структура видання
Календар складається з трьох частин:
- генеалогічне дерево кримських ханів з короткими довідками про кожного правителя;
- хронологічний перелік знакових подій і біографії видатних діячів від середньовіччя до сучасності;
- інформація про національні органи самоврядування, народні та державні свята з тлумаченням.

## Оформлення календаря
Видання має горизонтальний формат: у верхній частині сторінки — «лінія часу» з трояндами, що позначають дні місяця, кожен сезон має свій колір та орнамент. Для швидкого орієнтування використана кольорова ідентифікація подій: червоний — видатні діячі, бірюзовий — знаменні дати, сірий — державні свята.
Обкладинку календаря прикрашає розетка з порталу Демір-Капу (1503) в Ханскому палаці в Бахчисараї, на якій зображено тамгу і процитоване кримськотатарське народне прислів'я: «Halqnıñ bir evi bar — o da Vatan. Halq yürgen yoldan yür» («У народа один дім, це — Батьківщина. Йди тою дорогою, по якій ходить народ»).
Художнє оформлення календаря створив відомий кримськотатарський художник Рустем Скибін.
Шрифт, використаний у виданні, розробив український шрифтовий дизайнер Віктор Харик.

## Оцінки проєкту
Цей Календар — не просто перелік дат. Це пам'ять, що має форму книги і крок назустріч тим, хто хоче знати своє коріння.
- Ібрагім Сулейманов, керівник проєкту: Це перша спроба об'єднати в одному виданні розпорошені в часі історичні події і осіб, які зробили значний внесок у розвиток Криму. Це видання зроблене в національному стилі з символікою, орнаментами і візерунками. І навіть шрифт, який використовувався в цьому виданні — єдиний в Україні, який розробив Віктор Харик[4].

- Лейла Джаксім, голова правління Кримськотатарського Центру «Куреш»: Коли ти читаєш календар, то бачиш, як розвивалась історія кримських татар. Від кримських ханів і до сьогодення. Це про людей, які розвивали та розвивають нашу культуру, історію, мову тощо[7].

- Рефат Чубаров, голова Меджлісу кримськотатарського народу:Мені хотілося б, щоб на столі кожного чиновника в Україні чи активного громадянина був примірник цього календаря, щоб він міг ним користуватися — і щоб він був доступним[6].

## Презентація видання
30 квітня 2025 року відбулася перша презентація видання за участі команди проєкту, дослідників та представників бібліотек України на онлайн-платформі Херсонської обласної універсальної наукової бібліотеки імені Олеся Гончара.
7 травня 2025 року презентація календаря була проведена у Кримському домі (Київ). Учасниками заходу були Голова Меджлісу кримськотатарського народу Рефат Чубаров та представники авторського колективу: Ібрагім Сулейманов — керівник проєкту; Гульнара Абдулаєва — історикиня, експертка проєкту; Мамурє Чабанова — перекладачка; Феріде Куртмамедова — дизайнерка; Рустем Скибін — художник; Лейля Джаксім — голова правління Кримськотатарського Центру «Куреш».
Ще одна презентація книги пройшла у Херсоні 9 червні 2025 року.